# Nazionale maschile di baseball della Spagna
La nazionale maschile di baseball spagnola rappresenta la Spagna nelle competizioni internazionali, come i campionati europei di baseball o il campionato mondiale di baseball organizzato dalla International Baseball Federation. Ha disputato un'olimpiade, quattro mondiali e quattro coppe intercontinentali, e in ambito europeo ha ottenuto due successi, due secondi posti e numerose medaglie di bronzo, eclissata anche dallo strapotere di Paesi Bassi e Italia.
La squadra è composta principalmente da giocatori latinoamericani nazionalizzati, principalmente venezuelani, cubani e dominicani, dove il baseball è sport nazionale. Pochi sono i giocatori nati in Spagna.

## Piazzamenti

### Giochi Olimpici
- 1992 : 8°

### Campionato mondiale di baseball
- 1978 : 11°
- 1986 : 12°

### World Baseball Classic
- 2013: eliminata nella prima fase[1]
- 2017: non qualificata

### Campionati europei di baseball
- 1954 :  2°
- 1955 :  1°
- 1956 : 4°
- 1957 : 4°
- 1958 : 5°
- 1960 :  3°
- 1962 :  3°
- 1964 :  3°
- 1965 : 4°
- 1967 : 4°

- 1969 :  3°
- 1971 : 6°
- 1973 :  3°
- 1975 : 4°
- 1977 : 4°
- 1979 : non qualificata
- 1981 : non qualificata
- 1983 : 4°
- 1985 : 5°
- 1987 :  3°

- 1989 :  3°
- 1991 :  3°
- 1993 : 5°
- 1995 : 4°
- 1997 :  3°
- 1999 : non qualificata
- 2001 : 6°
- 2003 :  3°
- 2005 :  3°
- 2007 :  3°

- 2010 : 9°
- 2012 :  3°
- 2014 :  3°
- 2016 :  2°
- 2019 :  3°
- 2021 : 4°
- 2023 :  1°

### Coppa intercontinentale di baseball
- 1991 : 8°
- 1993 : 11°
- 1995 : 9°
- 1997 : 8°